# Tis u Blatna
Tis u Blatna – miejscowość i gmina (obec) w Czechach, w kraju pilzneńskim, w powiecie Pilzno Północ. W 2022 roku liczyła 111 mieszkańców.